# Dianthus brevicaulis
Espèce
Classification phylogénétique
Dianthus brevicaulis est une espèce de plantes à fleurs de la famille des Caryophyllaceae, endémique de Turquie.

## Description
Cette plante mesure de 5 à 10 cm. Ses fleurs sont pourpre foncé ou rose carmin. Elle fleurit entre juillet et août.

## Habitats
On la trouve à l'état naturel parmi les éboulis et rochers entre 1900 et 2500 m d'altitude.

## Culture
Au jardin:
Zones de rusticité (France et Canada) :	3-7
Exposition :	versant est ou ouest 
Sol :	sec, pauvre, drainé
Multiplication :	germe en 10 jours à 20 °C sans traitement spécial, ou germe en 7 jours à 22-20 °C après 8 semaines au froid (de -10 à 5 °C); boutures en fin d'été
Usages :	rocaille, éboulis, crevasse, pétales comestibles